# Конрад фон Крутхайм-Боксберг
Конрад фон Крутхайм-Боксберг (на немски: Konrad von Krutheim/Krautheim-Bocksberg; † февруари 1281) от род Крутхайм/Краутхайм е господар на Боксберг в Баден-Вюртемберг.
Той е син на Крафто фон Крутхайм-Боксберг († 1268/1271) и четвъртата му съпруга графиня Аделхайд фон Велденц († пр. 1268), дъщеря на граф Герлах IV фон Велденц († 1245) и Беатрикс фон Вилдграф фон Даун († сл. 1245), дъщеря на вилдграф Конрад II фон Даун († сл. 1263) и Гизела фон Саарбрюкен († сл. 1265). Внук е на Волфрад I фон Крутхайм († 1234) и Аделхайд фон Боксберг († сл. 1213), дъщеря на Конрад III фон Боксберг († сл. 1182/1212) и Аделхайд фон Лауда. Сестра му Аделхайд фон Крутхайм-Боксберг († 1271) е омъжена за Улрих III фон Вилденберг († 1308).
Конрад фон Крутхайм-Боксберг се жени за фон Дюрн, дъщеря на Рупрехт II фон Дюрн-Форхтенберг († 1306) и Мехтилд фон Хоенлое-Браунек († 1293).
През 1213 г. дядо му Волфрад I създава в Грухтим замък Краутхайм. Градът, замъкът и господството Боксберг отиват през 1287 г. на Йоанитския орден от Вьолхинген. През 1381 г. йоанитите продават собственостите на Боксберг на рицарите фон Розенберг от Франкония.